# كفر داود (السادات)
كفر داود إحدى قرى مركز السادات التابع لمحافظة المنوفية في جمهورية مصر العربية.

## التاريخ
قرية كفر داود من القرى القديمة، وأصله من توابع ناحية الطرانة، ثم فصل عنها في العهد العثماني حيث ورد في دليل سنة 1224هـ/1809م بولاية البحيرة.

## السكان
بلغ عدد سكان كفر داود 27,097 نسمة، حسب الإحصاء الرسمي لعام 2006.